# 킹덤 하츠 버스 바이 슬립
킹덤 하츠 버스 바이 슬립(Kingdom Hearts Birth by Sleep, 일본어: キングダム ハーツ バース バイ スリープ)은 스퀘어 에닉스가 디즈니 인터랙티브 스튜디오와 협업하여 플레이스테이션 포터블용으로 개발하고 배급한 액션 롤플레잉 비디오 게임으로, 킹덤 하츠 시리즈 중 6번째 작품이다. 이 게임은 일본에서 2010년 1월 9일, 북아메리카에서 2010년 9월 7일, PAL 지역에서 2010년 9월 10일 UMD로 출시되었다. 이 게임의 국제판 "킹덤 하츠 버스 바이 슬립 파이널 믹스"(Kingdom Hearts Birth by Sleep Final Mix)는 일본에서 2011년 1월 출시되었으며 일본어가 아닌 버전에서 이루어진 일부 변경사항을 담고 있다. 후속작 Kingdom Hearts 0.2: Birth by Sleep - A Fragmentary Passage는 2017년 1월 킹덤 하츠 HD 2.8 파이널 챕터 프롤로그라는 게임 번들의 일부로서 출시되었다.

## 평가
| 통합 점수      | 통합 점수 |
| 통합사         | 점수      |
| -------------- | --------- |
| 메타크리틱     | 82/100    |
| 평론 점수      |           |
| 평론사         | 점수      |
| 1UP.com        | B+        |
| 유로게이머     | 7/10      |
| 패미츠         | 37/40     |
| 게임 인포머    | 8.50/10   |
| 게임스팟       | 7.5/10    |
| 게임스레이더+  | [ 7 ]     |
| 게임트레일러스 | 8.8/10    |
| 게임존         | 8.5/10    |
| IGN            | 8.5/10    |
| PSM            | [ 11 ]    |
| 엑스플레이     | [ 12 ]    |
| RPGamer        | [ 13 ]    |

| 수상              | 수상                            |
| 평론사            | 수상                            |
| ----------------- | ------------------------------- |
| Japan Expo        | Best Portable Console Videogame |
| ASCII Media Works | 10th Best Game of 2010          |
| GamesRadar        | 26th Best PSP Game              |